# Liste der Klassischen Archäologen an der Universität Graz
In der Liste der Klassischen Archäologen an der Universität Graz werden alle Hochschullehrer gesammelt, die an der Karl-Franzens-Universität Graz lehrten. Das umfasst im Regelfall alle regulären Hochschullehrer, die Vorlesungen halten durften, also habilitiert waren. Namentlich sind das Ordinarien, Außerplanmäßige Professoren, Juniorprofessoren, Gastprofessoren, Honorarprofessoren, Lehrstuhlvertreter und Privatdozenten. Archäologen des Mittelbaus (Dozenten: Assistenten und Mitarbeiter) sind nur in begründeten Ausnahmefällen berücksichtigt.
1865 wurde an der Universität ein „archäologischen Cabinet“ eingerichtet, das zunächst von Altphilologen betreut wurde. 1877 folgte die Einrichtung einer „Lehrkanzel für klassische Kunstarchäologie“, einer Außerplanmäßigen Professur, die 1890 in eine Ordentliche Professur umgewandelt wurde. Seit 1894 darf sie sich „Institut“ nennen. Bis 1945 war der Lehrstuhl ohne größere Unterbrechungen besetzt. Nach dem Krieg wurde 1948 zunächst nur eine Außerordentliche Professur wiederhergestellt. 1963 wurde es wieder ein eigener Lehrstuhl. 1999 bis 2008 war er aufgrund von Berufungsproblemen nicht besetzt. Zum 1. Oktober 2019 wurden die Institute für Klassische Archäologie, Alte Geschichte und Klassische Philologie zum Institut für Antike vereint.
Angegeben ist in der ersten Spalte der Name der Person und ihre Lebensdaten, in der zweiten Spalte wird der Eintritt in die Universität angegeben, in der dritten Spalte das Ausscheiden. Spalte vier nennt die höchste an der Universität zu Graz erreichte Position. An anderen Universitäten kann der entsprechende Dozent eine noch weitergehende wissenschaftliche Karriere gemacht haben. Die nächste Spalte nennt Besonderheiten, den Werdegang oder andere Angaben in Bezug auf die Universität oder das Institut.
| Wissenschaftler                     | von  | bis  | Funktionen                   | Bemerkungen | Bild |
| ----------------------------------- | ---- | ---- | ---------------------------- | --- | ---- |
| Karl Schenkl (1827–1900)            | 1863 | 1875 | Ordinarius                   | Altphilologe, beteiligt an der Einrichtung des universitären „archäologischen Cabinets“                                  |      |
| Max Theodor von Karajan (1833–1914) | 1857 | 1904 | Ordinarius                   | Altphilologe, beteiligt an der Einrichtung des universitären „archäologischen Cabinets“                                  |      |
| Wilhelm Gurlitt (1844–1905)         | 1877 | 1905 | Ordinarius                   | 1877 Extraordinarius, 1890 Ordinarius; Erster Inhaber einer archäologischen Professur und später erster Lehrstuhlinhaber |      |
| Franz Winter (1861–1930)            | 1905 | 1908 | Ordinarius                   | Nachfolger Gurlitts |      |
| Hans Schrader (1869–1948)           | 1908 | 1910 | Ordinarius                   | Nachfolger Winters |      |
| Rudolf Heberdey (1864–1936)         | 1911 | 1933 | Ordinarius                   | Nachfolger Schraders |      |
| Arnold Schober (1886–1959)          | 1936 | 1945 | Ordinarius                   | Nachfolger Heberdeys; 1936 Extraordinarius, 1940 Ordinarius                                                              |      |
| Erna Diez (1913–2001)               | 1948 | 1983 | Ordinaria                    | Nachfolgerin Schobers; 1948 Extraordinaria, 1963 Ordinaria                                                               |      |
| Gerda Schwarz (1941–2015)           | 1966 | 2006 | Außerordentliche Professorin | 1966 Universitätsassistenten, 1981 Habilitation. 2001–2006 Leitung des Instituts                                         |      |
| Erwin Pochmarski (* 1943)           | 1970 |      | Außerordentlicher Professor  | 1970 Universitätsassistent, 1983 Privatdozent, 1997 Außerordentlicher Professor                                          |      |
| Thuri Lorenz (1931–2017)            | 1984 | 1999 | Ordinarius                   | Nachfolger von Diez |      |
| Bernhard Hebert (* 1960)            | 1985 |      | Universitätsdozent           | 1992 Habilitation |      |
| Diether Kramer (1942–2016)          | 2001 | 2016 | Honorarprofessor             | Privatdozent, Honorarprofessor für Prähistorische Archäologie und Mittelmeerarchäologie                                  |      |
| Ursula Schachinger (* 1968)         | 1995 |      | Privatdozentin               | Numismatikerin, 2006 Privatdozentin                                                                                      |      |
| Erwin M. Ruprechtsberger (* 1952)   | 2006 | 2016 | Gastprofessor                | Provinzialrömischer Archäologe                                                                                           |      |
| Peter Scherrer (* 1958)             | 2008 |      | Ordinarius                   | Nachfolger von Lorenz |      |
| Gabriele Koiner                     | 1992 |      | Außerordentliche Professorin | 1992 Vertragsassistentin, 2019 Habilitation, 2020 Vertragsdozentin                                                       |      |
| Manfred Lehner (* 1963)             |      |      | Außerordentlicher Professor  | |      |
| Elisabeth Trinkl (* 1964)           | 2009 |      | Privatdozentin               | 2013 Habilitation |      |
| Alice Landskron                     |      |      | Privatdozentin               | |      |
| Andreas Konecny (* 1962)            | 2012 |      | Privatdozent                 | |      |
| Laerke Recht (* 1983)               | 2020 |      | Professorin                  | Professorin für Archäologie Früher Hochkulturen                                                                          |      |